# Der Weichkäse
Der Weichkäse (Originaltitel: La ricotta) ist ein Film des italienischen Regisseurs Pier Paolo Pasolini aus dem Jahr 1963. Er bildet die dritte Episode des gesellschaftskritischen Episodenfilms RoGoPaG. Die weiteren Episoden stammen von Roberto Rossellini, Jean-Luc Godard und Ugo Gregoretti.

## Handlung
Dem Film sind zwei Texttafeln vorangestellt, die erste zeigt zwei Bibelzitate ohne Ton:
Denn es ist nichts Verborgenes, das nicht offenbar gemacht werden soll, auch ist nichts Geheimes, das nicht ans Licht kommen soll. Wenn jemand Ohren hat zu hören, der höre! 
 – das Evangelium nach Markus (4,22–23 )
… und die Münzen der Wechsler schüttete er aus, und die Tische warf er um; und zu den Taubenverkäufern sprach er: Nehmt dies weg von hier, macht nicht das Haus meines Vaters zu einem Kaufhaus!
 – das Evangelium nach Johannes (2,15–16 )
Die zweite Texttafel präsentiert eine von Pasolini auch selbst gesprochene Erklärung:

„Es ist nicht schwer vorherzusagen, dass meine Geschichte interessierte, zwiespältige und geschockte Urteile hervorrufen wird. Jedenfalls möchte ich hier erklären, dass unabhängig davon, wie La ricotta aufgefasst werden wird, die Geschichte der Passion, von der La ricotta indirekt handelt, für mich das größte Ereignis darstellt, das sich je ereignet hat und dass die Bücher, die davon berichten, das Erhabenste sind, was je geschrieben wurde.“

Der Film spielt vor den Toren Roms auf dem Set eines Bibelfilms, auf dem ein resignierter Regisseur versucht, sein höchst weltliches, ignorantes Filmteam zu dirigieren. Hier arbeitet auch Stracci (il straccione bedeutet auf Italienisch der Lump), ein einfacher Komparse und Darsteller des guten Schächers. Er ist von heftigem Hunger geplagt, doch die eigene Essensration bringt er pflichtbewusst seiner Familie, ohne davon selbst etwas abzubekommen. Als Frau verkleidet gelingt es ihm, sich eine zweite Ration zu erschleichen, aber bevor er dazu kommt, seinen Hunger zu stillen, macht sich der Hund der Diva, ein kleiner Spitz, über das Essen her.

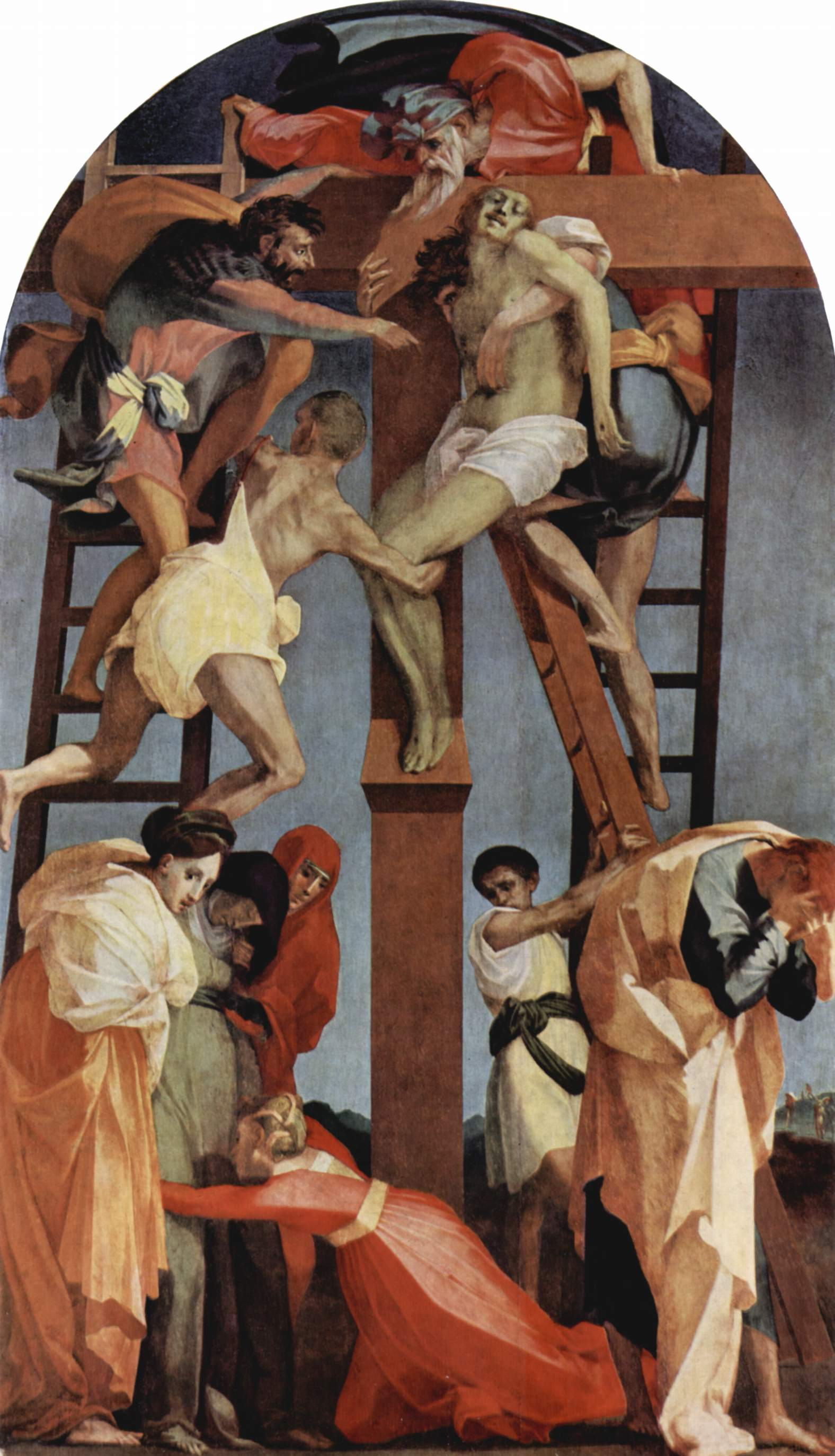
Rosso Fiorentinos Kreuzabnahme (1521) diente als Vorlage für die erste der beiden Szenen des fiktiven Bibelfilms

Währenddessen taucht ein Journalist am Set auf und bittet um ein Interview mit dem Regisseur. Dieser gewährt ihm vier Fragen, die er dann aber nur mit sarkastischen Sentenzen beantwortet. Als der Journalist, offenbar zufrieden mit diesen Antworten, gehen will, ruft er ihn zurück und rezitiert ein Gedicht (Pasolinis): „Ich bin eine Kraft des Vergangenen, …“ Der Journalist versteht kein Wort, also diktiert ihm der Regisseur eine Reihe drastischer Beleidigungen in die Feder, in denen er seine tiefe Verachtung für ihn und das italienische Bürgertum zum Ausdruck bringt. Er entlässt ihn mit dem Hinweis, dass der Verleger des Journalisten auch der Produzent dieses Filmes ist.
Der Journalist geht, da trifft er Stracci, der ihm den Hund der Diva verkauft. Nun hat er endlich das Geld, sich etwas zu essen zu besorgen: in chaplineskem Zeitraffer rast er zum Stadtrand, kauft sich einen riesigen Laib Ricotta, und kehrt zum Set zurück. Doch wieder kommt er nicht zum Essen, er wird zu seinem Einsatz gerufen und an ein Kreuz gebunden. In der Wartezeit machen die anderen sich über den Gefesselten und seinen Hunger lustig, eine Komparsin legt vor ihm einen Strip hin.
Die Szene wird verschoben, aber Stracci bleibt ans Kreuz gefesselt, erst in einer Drehpause kann er endlich zu seinem in einer Höhle versteckten Ricotta zurück. Gierig verschlingt er den Käse, das belustigte Team ist ihm gefolgt, beobachtet ihn und bringt ihm immer mehr zu essen, unter ihrem höhnischen Gelächter stopft Stracci alles in sich hinein.
Da nähert sich der Produzent des Films mit großem Gefolge dem Set. Zu diesem Anlass ist ein großes Buffet vor der Kreuzigungsszene aufgebaut, die in seiner Anwesenheit gedreht werden soll. Der Regisseur und die Stars begrüßen noch diensteifrig die Gäste, die Vorbereitungen für die Szene sind fast beendet. Stracci leidet nach der riesigen Mahlzeit sichtbar an seinem Kreuz, während ein Assistent mit ihm noch einmal seinen Text durchgeht. Doch als die Kamera schließlich läuft, bleibt er stumm: er hat sich überfressen und ist am Kreuz gestorben. „Armer Stracci,“ kommentiert der Regisseur lakonisch, „so zu krepieren… er hatte keine andere Möglichkeit, uns daran zu erinnern, dass er gelebt hat.“

## Hintergrund

### Vorgeschichte
Das Buch zu La ricotta entstand während der Dreharbeiten zu Mamma Roma. Die Finanzierung des nächsten großen Projektes, die Verfilmung des Evangeliums nach Matthäus, gestaltete sich schwierig und zog sich hin, Pasolini wollte daher einen kleineren Film einschieben. Dieser war ursprünglich für einen Episodenfilm La vita è bella des Produzenten Roberto Amoroso gedacht, der mit dem Drehbuch jedoch nichts anfangen konnte und die Umsetzung ablehnte. Alfredo Bini, der bis 1967 die meisten Filme Pasolinis produzierte, bot Pasolini daher an, den Film im Rahmen eines von ihm geplanten Episodenfilms zu drehen, der Filmtitel RoGoPaG setzt sich aus den Anfangsbuchstaben der beteiligten Regisseure Rossellini, Godard, Pasolini und Gregoretti zusammen.
Die Grundidee von RoGoPaG stammte von Roberto Rossellini: der Film sollte sich mit den Auswirkungen des italienischen Wirtschaftswunders und der Konsumgesellschaft auf den Einzelnen auseinandersetzen. Die einzelnen Episoden des Filmes waren dabei aber völlig unabhängig voneinander, zu einem inhaltlichen Austausch oder einer Zusammenarbeit der Regisseure kam es nicht. Pasolini war mit dem Ergebnis des Gesamtprojektes nicht zufrieden: Gregoretti berichtete, dass er sogar Bini dazu drängte, nur seine und Gregorettis Episode zu veröffentlichen.

### Produktion
RoGoPaG entstand als italienisch/französische Koproduktion der Arco Film (Rom) des Produzenten Alfredo Bini mit der Cineriz (Rom), die auch den Verleih in Italien übernahm, und der Société Cinématographique Lyre (Paris). Für die dritte Episode hatte Pasolini die Verantwortung für Buch und Regie, Kamera und Schnitt übernahmen Tonino Delli Colli und Nino Baragli, die beide über lange Jahre hinweg an den meisten Filmen Pasolinis mitwirkten. Die Ausstattung besorgten Danilo Donati (Kostüme) und Flavio Mogherini (Bauten), die musikalische Leitung hatte Carlo Rustichelli.
Drehorte
Der Film wurde im Oktober und November 1962 auf einem Acqua Santa genannten Brachland am (damaligen) südlichen Stadtrand von Rom gedreht, in unmittelbarer Nähe zu den Cinecittà Studios, in denen die Szenen des fiktiven Bibelfilms entstanden. Das Gelände liegt im an antiken Monumenten reichen Valle della Caffarella und ist heute Teil des Parco Regionale dell'Appia Antica. Hier befindet sich mit der Calixtus-Katakombe auch die Grablege der ersten frühchristlichen Gemeinde.
Besetzung
Pasolini arbeitete am liebsten mit Darstellern, die möglichst aus dem gleichen Milieu stammen sollten wie ihre Charaktere, er bevorzugte daher die Arbeit mit Laiendarstellern. Bei La ricotta hingegen galt es, ein Filmteam darzustellen. Folgerichtig besetzte er die Rolle des Regisseurs mit einem Regisseur. War zunächst Peter Ustinov im Gespräch, konnte er später Orson Welles für die Rolle gewinnen, er wurde im Original von Giorgio Bassani synchronisiert. Auch für die Statisten, die er normalerweise direkt am Drehort suchte, setzte er hier Berufsstatisten der Cinecittà ein, die sich selbst spielten. Mario Cipriani (Stracci) und Vittorio La Paglia (der Journalist) hatten bereits Rollen in Accattone und Mamma Roma übernommen. Mit der Schauspielerin Laura Betti (die Diva) verband Pasolini eine lebenslange enge Freundschaft.
Veröffentlichung
RoGoPaG startete am 19. Februar 1963 in Rom in den Kinos, in der Bundesrepublik gelangten weder der Gesamtfilm noch La ricotta in den Verleih. Pasolinis Episode war das erste Mal am 9. Juni 1967 im Spätprogramm des ZDF zu sehen. 1976 wurde sie im Internationalen Forum des jungen Films auf der Berlinale gezeigt.

### Skandal und Prozess
Nach der Premiere von RoGoPaG kam es wegen Pasolinis Episode zu einem Skandal. Sie war vom zuständigen Ministerium Anfang Februar 1963 für den Verleih freigegeben worden, wenn auch mit einer Altersbeschränkung ab 18 Jahren. Doch schon kurz nach dem Kinostart beschlagnahmte die Polizei am 1. März aus einer laufenden Vorführung eine Kopie aufgrund einer Anklage wegen Verunglimpfung der Staatsreligion. Auch die weiteren Kopien wurden eingezogen, der Film durfte nicht mehr gezeigt werden. Schon am 7. März verurteilte das Gericht Pasolini nach einem Schnellverfahren zu 4 Monaten Freiheitsentzug auf Bewährung.
Im Mai 1964 wurde Pasolini in einem Berufungsverfahren freigesprochen. Das Gericht stellte dabei ausdrücklich fest, dass der Film als Ganzes den Straftatbestand der Verunglimpfung nicht erfülle, die isolierte Betrachtung einzelner Szenen zur Bewertung des Filmes sei nicht zulässig und stelle eine falsche Auslegung des zugrundeliegenden Gesetzes dar. Die Staatsanwaltschaft ging in die Revision, die im Februar 1967 vom Kassationsgerichtshof zurückgewiesen wurde, dabei erging formal kein Urteil mehr, da der Straftatbestand seit 1966 aufgrund einer Amnestie nicht mehr bestand. Das Gericht bestätigte in seiner Begründung jedoch ausdrücklich noch einmal die inhaltliche Position des Berufungsgerichtes.
Auch Pasolinis letzter Film Mamma Roma (1962) war in der Öffentlichkeit heftig angegriffen worden, vor allem aber hatte sein Début Accattone (1961) einen beispiellosen Skandal verursacht, die öffentliche Aufmerksamkeit für den Prozess war daher groß. Die bisherigen Auseinandersetzungen mit Strafanzeigen, tätlichen Angriffen, scharfen Polemiken bis hin zu einer parlamentarischen Aussprache und der Stürmung von Vorführungen durch militante Kräfte rechter Gruppierungen hatten zu einer Solidarisierung „der gebildeten Schichten, der kulturellen Intelligenz“ (in den Worten des zuständigen Staatsanwaltes Giuseppe Di Gennaro) mit Pasolini geführt, während sich in den Medien und auf der Straße von Seiten der Konservativen und Rechten ein „unbestimmbarer rassistischer Hass“ (Pasolini) äußerte: dass ausgerechnet ein offen homosexuell lebender Kommunist es sich erlaubte, der Gesellschaft „die Leviten zu lesen, das war nicht akzeptabel“ (Bini). Bini und Pasolini vermuteten daher, dass der Film von konservativer Seite zum Anlass genommen wurde, um an Pasolini als einem „Beispiel besonderer Lebhaftigkeit und außergewöhnlicher Bedeutung im Sumpf der italienischen Kultur“ (Di Gennaro) ein Exempel zu statuieren.
Gewicht bekommt diese These auch durch den Umstand, dass Pasolini der Figur des vom Regisseur beschimpften Journalisten im Drehbuch mit Pedote den Namen eines Staatsanwaltes gegeben hatte, der sich in früheren Prozessen bei Befragungen als besonders unfair profiliert hatte. Bini forderte ihn auf den Namen zu ändern, aber Pasolini variierte ihn nur leicht zu Pedoti. Die Anklage wies auf diese Provokation im Prozess dann auch ausdrücklich hin.
Ins Bild passt auch die Tatsache, dass von katholischer Seite aus kaum Kritik zu hören war, obwohl die Anklage auf Verunglimpfung der Staatsreligion lautete. Der Film wurde im Gegenteil in einigen katholischen Zeitungen positiv besprochen, die Dozenten der päpstlichen Universität konnten keine Verunglimpfung erkennen, und auch die vatikanische Zensurbehörde (Centro Cattolico Cimenatografo) stufte den Film nicht als Ausgeschlossen für die Gläubigen ein, obwohl dieses Urteil, zusammen mit der Wertung Nicht empfehlenswert, in den 60er Jahren über die Hälfte der italienischen Produktionen traf.
Das der Anklage zugrundeliegende Gesetz, der Codex Rocco, stammte noch aus der Zeit des Faschismus und war zuvor noch nie auf Filme bezogen worden. Der Prozess hatte dadurch auch über den Einzelfall hinaus Bedeutung, so fand am 4. März am Sitz der italienischen Pressevereinigung eine Solidaritätsdebatte für Pasolini statt, die Stellung bezog gegen eine staatliche (Film-)Zensur religiöser Fragen.
Die Staatsanwaltschaft erkannte insgesamt durchaus die sozialkritische Position des Filmes an, ihre Argumentation bezog sich ausdrücklich auf die Verunglimpfung religiöser Symbole in einzelnen Szenen, vor allem bei den dargestellten Dreharbeiten zum fiktiven Bibelfilm, „indem er [Pasolini] … einige Szenen aus der Passion Christi vorgeführt und diese durch den musikalischen Kommentar, den Dialog und andere klangliche Äußerungen verhöhnt hat …“ Staatsanwalt Di Gennaro erkannte aber auch etwa in der Szene, in der die Darstellerin der Maria Magdalena vor dem ans Kreuz gefesselten Stracci strippt, aus der Großaufnahme seines Gesichtes eine „innere Masturbation […] bis zu dem Punkt, wo er im Moment der Ejakulation erschlafft.“ „Die Linke überbietet sich in Analysen, die beweisen wollen, dass der Film nicht als blasphemische Provokation gemeint sei,“ berichtete Alfred Andersch, der sich zu dieser Zeit länger in Rom aufhielt, nicht ohne anzumerken, dass dies seiner Meinung nach die falsche Rechtfertigungsstrategie sei, er selbst argumentierte mit der Freiheit der Kunst.
RoGoPaG konnte nach einigen Monaten mit geringen Zensurauflagen wieder gezeigt werden, so wurde beispielsweise in einigen Sequenzen der Text entschärft: als der Regisseur im Film die Kreuzigungsszene verschiebt, wird aus dem vielstimmigen Ausruf des Filmteams „Weg mit den Kreuzen!“ nun ein neutrales „Die andere Szene!“ Auch der Tod Straccis, der im Kommentar des Film-Regisseurs laut Drehbuch noch dessen Möglichkeit zur Revolution war, ist nun nur noch ein Weg, auf seine Existenz hinzuweisen. Zudem musste der Filmtitel geändert werden, um die satirische Dimension des Episodenfilms deutlicher herauszustellen: er wurde nun unter dem Titel Gehirnwäsche (im Original: Laviamoci il cervello) vermarktet.
Der Prozess war für Pasolini auch durch die jahrelangen Angriffe der konservativen Medien sehr belastend und hatte daneben auch noch eine weitere unerfreuliche Nebenwirkung: die Produktionsfirma geriet durch die Kosten und die Beschlagnahmung des Filmes in finanzielle Schwierigkeiten, zudem erschwerte der Prozess die Suche nach Investoren für weitere Filme, so dass Pasolini sein nächstes Projekt Il padre selvaggio (Der wilde Vater) nicht realisieren konnte: der Film sollte in Afrika spielen und auch gedreht werden, und war fast ausschließlich mit lokalen, schwarzen Darstellern geplant. Das Drehbuch wurde 1975 mit einer Widmung Pasolinis an den Staatsanwalt und den zuständigen Richter der ersten Instanz veröffentlicht.

## Filmanalyse

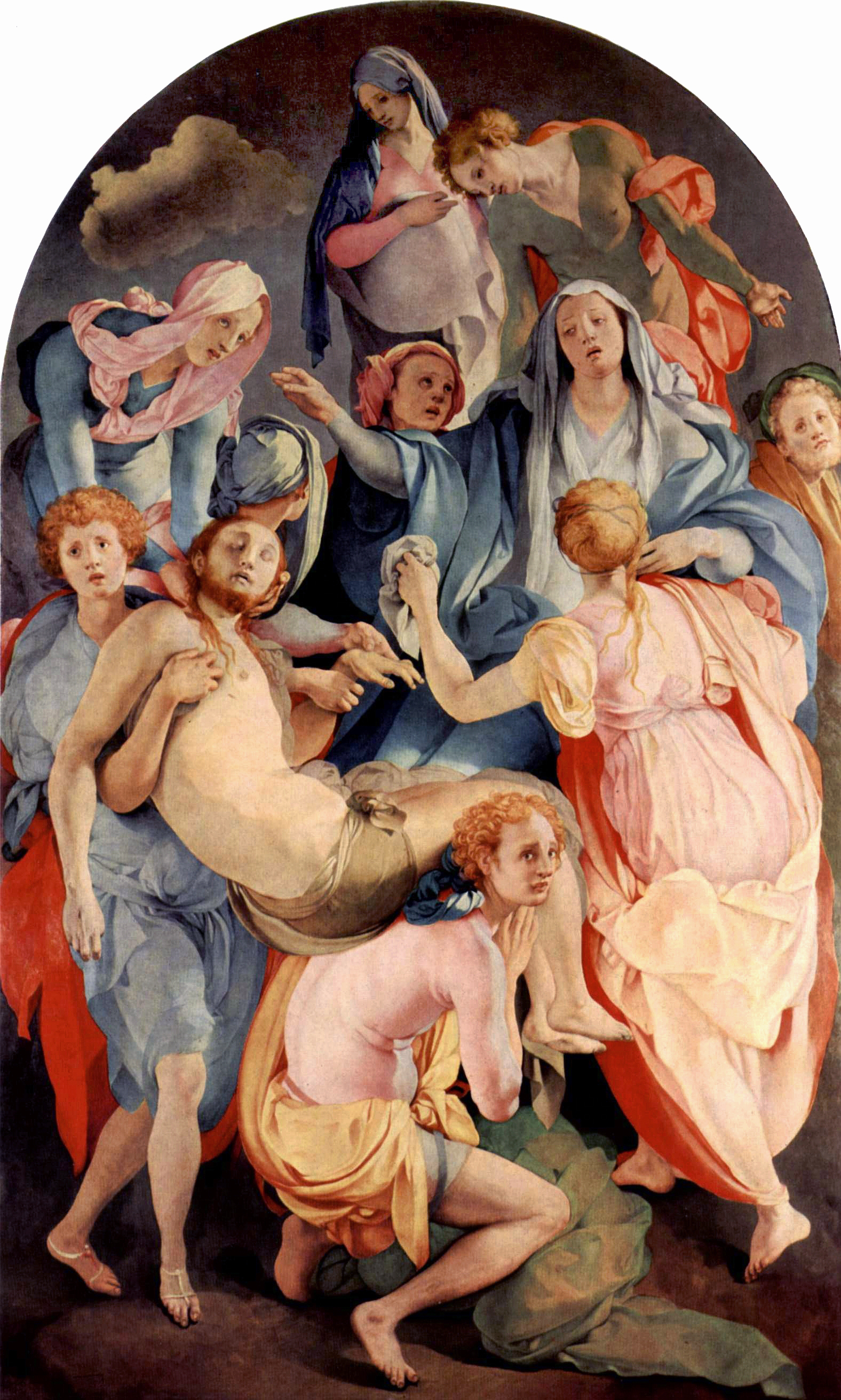
Pontormos Grablegung Christi (1526–28) wird in der zweiten Szene des fiktiven Bibelfilms nachgestellt

„Wir müssen den Traditionalisten das Monopol an der Tradition entreißen, denn: Nur die Marxisten lieben die Vergangenheit, die Bourgeoisie liebt nichts und niemanden. Ihre rhetorischen Liebeserklärungen an die Vergangenheit sind schlicht zynisch und frevelhaft. Diese ihre Liebe ist bestenfalls nur eine aufgesetzte, gewiss keine reale, die in der Lage dazu wäre, neue Geschichte zu erzeugen…“

Pasolini inszenierte La ricotta „mit einem bei diesem grandiosen Pathetiker des Films ungewohnt grimmigen Grinsen“ als eine Groteske, in der die Dreharbeiten an einem Film über die Passion Christi mit der realen Passion des Darstellers Stracci parallel geführt werden, bis beide Stränge am Ende durch Straccis Tod am Kreuz zusammenlaufen. Die Gegenüberstellung dieser beiden Passionen bestimmt die Gestaltung des Films auf allen Ebenen.
Auf der einen Seite steht Stracci, der von ewigem Hunger getriebene, ständig in Bewegung befindliche und von allen verlachte Proletarier, auf der anderen Seite der bourgeoise, intellektuelle und namenlose Regisseur, der vollständig in sich ruht. Er ist fast immer sitzend zu sehen und scheint keine Bedürfnisse zu haben, im Drehbuch heißt es: „ganz Geist und Beklemmung: Er isst nicht“. Auch er ist in seiner Resignation isoliert. Beide nehmen keinerlei Notiz voneinander, erst durch den Tod Straccis tritt dieser ins Bewusstsein des Regisseurs.
Zentraler Angelpunkt des Filmes sind die zwei Szenen des fiktiven Bibelfilms. Diese bestehen aus zwei nachgestellten Altarbildern (tableaux vivants) des 16. Jahrhunderts, Jacopo da Pontormos Grablegung Christi (1526–1528) und Rosso Fiorentinos Kreuzabnahme (1521), deren Umsetzung im fiktiven Film jedoch grotesk scheitert. Die Malerei war für Pasolini, der auch selbst malte und in den vierziger Jahren Kunstgeschichte bei Roberto Longhi studiert hatte, ein wichtiger Bezugspunkt bei der Konzeption seiner Filme. Dabei ging es nicht um die Übernahme von Motiven oder Bildzitaten, auch wenn dies in anderen Filmen Pasolinis durchaus vorkommt, sondern um die zugrundeliegenden Konzepte, etwa beim Bildaufbau oder den ästhetischen Strategien, Inhalte medial zu vermitteln. So setzte Pasolini beispielsweise hier erstmals das 250 mm Zoomobjektiv mit seiner stark verringerten Tiefenschärfe bei langen Brennweiten ein, um den Filmregisseur durch die deutliche Abgrenzung vom unscharfen und unverbundenen Vorder- und Hintergrund zu isolieren und, zusammen mit der Frontalansicht, einen an Masaccio erinnernden Bildaufbau zu erzielen.
Für die Altargemälde in La ricotta hatte Pasolini mit Rosso Fiorentino und Pontormo bewusst zwei Manieristen ausgewählt. Der Manierismus zeichnet sich durch eine ästhetische Strategie aus, die mit einer Übersteigerung des Ausdrucks, die sich weit von der bloßen Abbildung eines Geschehens entfernt, umso deutlicher auf den hinter den abgebildeten Dingen stehenden Inhalt verweisen will. Diese Übersteigerung wird in La ricotta durch die Übernahme dieser Gemälde in ein anderes Medium, den Film, noch betont.
Lustvoll inszenierte Pasolini das Scheitern dieses Konzeptes im fiktiven Bibelfilm, die Gemälde sind für die Darsteller des Filmes nicht mehr lesbar, ihr religiöser Gehalt vollständig verloren. Und so bricht ihre Welt als unüberwindlicher Störfaktor in die tableaux vivants ein: statt sakraler Musik ist es versehentlich gleich mehrfach ihre Tanzmusik, der Eclisse-Twist aus dem Vorspann des Films Liebe 1962 (L’eclisse) von Michelangelo Antonioni, die sehr zum Missfallen des Regisseurs zu den Szenen eingespielt wird, mal können die Statisten ihre Positionen nicht halten und verlieren unter dem Gelächter der Kollegen das Gleichgewicht, mal bohren sie gedankenverloren während der Aufnahme in der Nase. Es waren gerade diese Szenen, auf die sich die Kritik der Anklage im Prozess bezog.
Bei La ricotta filmte Pasolini zum ersten Mal auch in Farbe, doch sie ist den beiden Szenen des fiktiven Bibelfilms vorbehalten. Zum einen soll damit auf die zeitgenössischen monumentalen Bibelverfilmungen angespielt werden, deren Oberflächlichkeit der Filmregisseur sich vergeblich mit dem Rückgriff auf die christliche Ikonografie zu entziehen sucht. Zum anderen wurde die Farbe aber bereits bei den Gemälden kaum noch zur Modellierung der Figuren verwendet – schon Giorgio Vasari bemerkte im 16. Jahrhundert das Fehlen der Schatten bei Pontormos Grablegung –, sondern wurde in einem „metaphorischen Sinne [verwendet], insofern als ihre Strahlkraft den Glanz Gottes transzendiert.“ Die „natürliche“ Farbe löst die hochgradig artifiziellen tableaux vivants aus dem „abstrakten“ Schwarzweiß der normalen Filmhandlung und verweist dabei auf die aus der Vergangenheit aufscheinende ursprüngliche religiöse Bedeutung, die dem Realismus der Handlung erst seine tiefere Bedeutung verleiht.
Io sono una forza del passato.
Solo nella tradizione è il mio amore.
Vengo dai ruderi, dalle chiese,
dalle pale d’altare, dai borghi
abbandonati sugli Appennini o le Prealpi,
dove sono vissuti i fratelli.
  – Pasolini
Ich bin eine Macht aus vergangenen Zeiten.
Nur in der Tradition liegt meine Liebe.
Ich komme von den Ruinen, den Kirchen,
den Altartafeln, von den verlassenen Dörfern
des Apennin und der Voralpen,
wo die Brüder einst lebten.
Der scheiternde Regisseur, der im Film Pasolinis Gedicht Io una forza del passato zitiert, ist ohne Zweifel ein ironisches Alter Ego Pasolinis. Zum Zeitpunkt der Dreharbeiten von La ricotta bereitete Pasolini selbst gerade einen Bibelfilm vor, Das 1. Evangelium – Matthäus, einen Film, wie er im Vergleich zum fiktiven Bibelfilm kaum unterschiedlicher hätte ausfallen könnte. Pasolini hatte sich schon früh auch theoretisch mit Film auseinandergesetzt und sein Konzept des Kinos der Posie entwickelt. Vergleichbar zur Strategie der Manieristen geht es dabei darum, durch Überschreitungen und Brüche in Stil und Technik den Bildern des Filmes wie beim Wortgebrauch in der Lyrik eine eigene Bedeutung zuzuweisen, die über das Abgebildete/Gesagte hinausgeht. Statt, wie der Regisseur im Film, dieses Konzept von den Manieristen eins zu eins zu übernehmen, übersetzt er es in La ricotta in eine zeitgemäße und dem Medium angemessene Form und inszeniert den Film als Groteske, die in der komischen Überzeichnung auf den tragischen Kern des Filmes, die Passion Straccis verweist. Nicht nur bei den tableaux vivants ist es auch der Ton, der die Bilder neu interpretiert, umgekehrt hebt etwa bei der Szene mit Straccis Familie der leitmotivisch auf einem Akkordeon gespielte mittelalterliche Hymnus Dies irae aus der Totenmesse die Banalität der Handlung auf eine religiöse Ebene. Die Brüche zwischen Farbe und Schwarzweiß, der Wechsel der Geschwindigkeit zwischen dem missglückten Stillstand der Standbilder des fiktiven Films des bürgerlichen Regisseurs und der rasenden Zeitraffer-Bewegung des Proletariers Straccis, der die Bilder konterkarierende Einsatz der Musik schaffen eine poetische Ebene, die die eigentliche Aussage des Films transportiert.

## Kritiken
„Eine feinsinnige Parabel, angesiedelt an der Nahtstelle, wo das Tragikomische der Situation in das Drama des im Stich gelassenen, leidenden Menschen übergeht. Ein in seiner formalen Vielfalt und Kreativität herausragender Film im Werk Pasolinis.“

„Wir müssen vorausschicken, dass nur ein Urteil auf diese Episode passt: genial! […] Pasolinis Episode besitzt die Komplexität, Geschlossenheit, den Reichtum des Tones und die Vielschichtigkeit seiner Gedichte; man könnte sie auch als ein kleines Gedicht in Filmbildern bezeichnen.“

„[…] ein starker Film, eine geballte Faust aus Bildern […]“

„Pasolinis kürzester Film gehört sicher zum Besten, was er bisher gedreht hat. […] Schrill und sanft, komisch und tragisch zugleich ist die Geschichte vom römischen Hungerleider, den Pasolini schon oft in vielfacher Variation zum Sinnbild des leidenden Menschen erhoben hat, doch noch nie mit solch schrecklicher Objektivität wie hier.“

„[…] ein Universum satirischer Kritik, sarkastischen Humors und ästhetisch-politischer Reflexion […], dessen Dichte einmalig blieb in seinem gesamten Werk.“

## Auszeichnungen
Premio Grolla d’oro für die beste Regie, Saint-Vincent, 4. Juli 1964